# Мами застрягли на Марсі
«Мами застрягли на Марсі» (англ. Mars Needs Moms) — американський анімаційний науково-фантастичний комедійний фільм 2011 року, написаний у співавторстві із Саймоном Веллсом, знятий компанією «ImageMovers Digital» та випущений компанією «Walt Disney Pictures».
За мотивами однойменної книги Берклі Брідт. Анімація фільму була створена за допомогою технології захоплення руху, а головні ролі виконують Сет Ґрін, Ден Фоглер, Елізабет Гарнуа, Мінді Стерлінґ та Джоан К'юсак. Це був другий і останній фільм, створений ImageMovers Digital, перш ніж студію закрили та знову поглинули ImageMovers, що призвело до остаточного виходу компанії з анімаційного бізнесу. Фільм розповідає про дев'ятирічного хлопчика на ім'я Майло, який вирушає рятувати свою матір на Марсі після того, як її викрали марсіани.
Прем'єра фільму відбулася в театрі El Capitan у Лос-Анджелесі 6 березня 2011 року, а в кінотеатрах він вийшов 11 березня 2011 року у форматах Disney Digital 3D, RealD 3D та IMAX 3D. Фільм отримав змішані та негативні відгуки від критиків, які високо оцінили візуальні ефекти, сценографію та акторський склад, але розкритикували його сюжет та персонажів. Він зібрав 39,2 мільйона доларів у світовому прокаті при бюджеті в 150 мільйонів доларів, втративши приблизно від 100 до 144 мільйонів доларів для Disney.
Прем'єра фільму в Україні відбулася 10 березня 2011 року, дистриб'ютор — B&H.

## Сюжет
Невідомо людям, під поверхнею Марса живе технологічно розвинене суспільство марсіан. Науковий керівник марсіан, спостерігаючи за Землею, бачить, як мати переконує свого сина Майло виконувати домашні справи. Марсіани вирішують забрати її на Марс, де її «материнська сутність» буде витягнута та імплантована в наступне покоління нянь-роботів. Тим часом Майло, який не любить дотримуватися домашніх правил і виконувати справи, іронічно говорить матері, що його життя було б кращим без неї, що глибоко її ранить.
Пізніше тієї ночі Майло йде вибачитися, але дізнається, що його матір забрали. Він біжить за нею, але вони опиняються в різних частинах марсіанського космічного корабля. На Марсі Майло потрапляє в камеру, але втікає. Переслідуючи його, посланці керівника, Майло чує голос, який наказує йому стрибнути в шахту, і приземляється на нижній рівень. Там він бачить сміттєве покриття ландшафту, населений пухнастими істотами.
Майло забирають ці істоти, щоб познайомити з Ґріблом, також відомим як Джордж Рібл, дорослим чоловіком, який сказав йому стрибнути в шахту. Ґрібл пояснює, що марсіани планують витягти спогади матері Майло на світанку, використовуючи процес, який уб'є її. Ґрібл, який почувається самотнім і не хоче, щоб Майло пішов, вдає, що допомагає хлопчикові знайти його матір. Його план йде не за планом, в результаті чого Ґрібл потрапляє в полон, а Майло переслідується посланцями керівника. Майло рятує Кі, одну з наглядачок, які виховують марсіанських дітей. Хлопчик згадує про свій пошук матері і про те, якими є стосунки між людиною і матір'ю, оскільки Кі та її рід були під опікою лише нянь-роботів і наглядачів та не знають, що таке любов.
Майло повертається до дому Ґрібла, але виявляє, що його немає. Робот-павук Ґрібла, Два-Кіт, відвозить хлопчика до марсіанського комплексу, де Ґрібла готують до виконання. Майла захоплюють його посланці, але Кі кидає йому лазерну зброю, що дозволяє йому втекти. Майло та Ґрібл відступають на нижній, незаселений рівень, де Ґрібл описує викрадення і вбивство своєї матері марсіанами двадцять років тому. Майло переконує Ґрібла справді допомогти йому, якраз коли Кі їх знаходить. Вони виявляють стародавній мурал марсіанської родини і розуміють, що марсіанські діти не завжди виховувалися машинами. Марсіанські дівчатка виховуються нянь-роботами, тоді як хлопчики відправляються вниз, щоб їх виховували дорослі чоловічі марсіани, пухнасті істоти.
Майло, Ґрібл і Кі рятують матір хлопчика перед світанком, що викликає коротке замикання в електронних замках контрольної кімнати. Це дозволяє дорослим чоловікам і дітям увійти та влаштувати безлад, нападаючи на охоронців і роботів. Майло і його мати крадуть кисневі шоломи та намагаються втекти через марсіанську поверхню. Керівник, намагаючись їх вбити, спонукає Майло спіткнутися, і його шолом розбивається. Мати Майло віддає йому свій шолом, рятуючи його, але сама задихається в атмосфері Марса. Марсіани вражені, адже це вперше, коли вони бачать любов. Ґрібл знаходить шолом своєї матері та віддає його матері Майло, рятуючи її. Майло вибачається перед матір'ю за свої попередні слова, і вони миряться. Кі приносить корабель для їх втечі, але керівник втручається. Кі стверджує, що марсіани повинні виховуватися в родинах, з любов’ю. Керівник наполягає, що поточна ситуація краща, оскільки для неї це більш ефективно. Посланці арештовують керівника, вирішивши, що тепер вони віддають перевагу люблячій візії сімейного життя. Інші марсіани святкують.
Майло, його мати, Ґрібл, Кі та Два-Кіт повертаються на Землю. Ґрібл вирішує не залишатися, оскільки хоче розвивати стосунки з Кі на Марсі. Майло та його мати повертаються додому якраз перед прибуттям батька Майло.

## Акторський склад
- Сет Ґрін у ролі Майло (захоплення руху), 9-річного хлопчика, який має напружені стосунки з матір'ю
  - Сет Даскі у ролі Майло (голос)
- Ден Фоглер у ролі Ґрібла, чоловіка-дитини, який живе під Марсом і дружить з Майло
- Елізабет Гарноїс[en] у ролі Кі, марсіанки, яка знає англійську мову, що зраджує Керівника і об'єднується з Майло та Ґріблом
- Мінді Стерлінґ[en] у ролі Керівника, власника та правителя марсіан, які намагаються захопити матерів дітей, витягти їх «материнську сутність» і імплантувати в нянь-роботів
- Джоан К'юсак у ролі матері Майло, яка має напружені стосунки з сином і яку забирають марсіани
- Кевін Кахун[en] у ролі Вінгната, чоловічого марсіанина і одного з друзів Ґрібла
- Ді Бредлі Бейкер у ролі Два-Кіта (голос), робот-помічник Ґрібла, схожий на жука
- Том Еверетт Скотт у ролі батька Майло
- Реймонд[en], Роберт та Раян Оча[en] у ролі марсіанських дитинчат
- Метью Хендерсон, Адам Дженнінгс, Стівен Кайрін, Амбер Гейн Мід, Аарон Рапке, Джулін Рене, Кірстен Севенсон та Метью Вульф у ролі марсіан

## Український дубляж
Дубльовано на замовлення компанії «Disney Character Voices International».
Перекладач: Сергій Ковальчук
Режисер дублювання: Іван Марченко
Творчий керівник: Mariusz Arno Jaworowski

### Ролі дублювали:
- Майло — Даниїл Мойсеєв
- Мати Майло — Людмила Ардельян
- Ґрібл — Сергій Солопай
- Кі — Лілія Ребрик
- Інспектриса — Олена Репіна

А також: Михайло Войчук, Дмитро Завадський